# Platythelphusa maculata
Platythelphusa maculata là một loài cua nước ngọt trong họ Potamonautidae.
Chúng thường được tìm thấy ở Cộng hòa Dân chủ Congo, Tanzania và Zambia.